# 加藤喜一
加藤 喜一（かとう きいち、1965年1月9日 - ）は日本の男性歌手、ソングライター。東京都出身。法政大学第一高等学校（現・法政大学高等学校）卒業、法政大学中退。加藤キーチの名義も使用している。

## 経歴
1984年7月1日、SALLYのメンバー（ギター・リードボーカル）としてデビュー、リーダー（ギター、ヴォーカル）の杉山洋介との共同名義"YOSUKE & KEACH"で数々の作品を生む。1986年5月27日、解散。
解散後、佐藤公彦達と結成したバンドJealousy for the moonを経て、ビートたけしのバックバンドに在籍。布施博らに楽曲を提供。1996年からは、吉行由実監督作品のサウンドトラックを手がける。
2003年4月7日、重症急性膵炎を発症し入院。同年5月15日退院。療養ののち2004年4月10日、KOTEZ&YANCYとのトリオでカレッタ汐留にてライブより活動再開。
2006年12月15日、Shibuya eggmanにて、加藤が率いる「加藤キーチ sings SALLY Rock'n'Roll Band」とともに、ワンナイトスタンド「加藤キーチ sings SALLY」のステージに立つ。同日、SALLY解散以来20年を経てのソロデビューシングル『東京バックサイド・ブルース』（Picture Yourselfレーベル）を発売。
現在はオリジナル、カバー、ブルースなど中心に定期的にソロライヴ、セッションなど幅広い活動を行っている。

## ディスコグラフィー

### シングル
1. 東京バックサイド・ブルース（2006年12月15日発売）
東京バックサイド・ブルース 作詞/森若香織、作曲・編曲/杉山洋介
BALLAD OF "G" 作詞・作曲・編曲/加藤キーチ
飛べないエアポート 作詞/日野友香・青木多果、作曲・編曲/青木多果

### ライヴアルバム
1. 歌とギターとブルースハープ（2009年8月12日発売）